# Bandera de Las Arenas
La Bandera de Las Arenas (Areetako Bandera en euskera) era el premio de una regata que se celebraba en aguas del abra de la ría de Bilbao frente a la playa de las Arenas (Guecho) anualmente desde 1992 hasta 2014, organizada por el Club de Remo Raspas del Embarcadero.
En la década de los 90 se la conoció con el nombre de Premio Dalia por ser el patrocinador del equipo de remo y se disputaba al principio de la temporada. Desde el año 2006 fue puntuable para la Liga ARC 2 bajo el nombre de Bandera de Las Arenas.

## Historial
| Edición     | Año         | Ganador           | Segundo                          | Tercero        |
| ----------- | ----------- | ----------------- | -------------------------------- | -------------- |
| I           | 1992        | Kaiku             | Lutxana                          | Algorta        |
| II          | 1993        | Arraun Lagunak    | Santurtzi                        | Ondarroa       |
| III         | 1994        | San Pedro         | Ondarroa                         | Raspas         |
| IV          | 1995        | San Pedro         | Orio                             | Ondarroa       |
| V           | 1996        | Ondarroa          | Orio                             | Koxtape        |
| VI          | 1997        | Orio              | Koxtape                          | San Pedro      |
| VII         | 1998        | Orio              | Koxtape                          | Santurtzi      |
| 1999 - 2004 | 1999 - 2004 | Sin disputarse    | Sin disputarse                   | Sin disputarse |
| VIII        | 2005        | Santurtzi         | Zumaia B                         | Deusto         |
| IX          | 2006        | Kaiku             | Urola Kosta (Zumaia B-Zarautz B) | Ur-Kirolak     |
| X           | 2007        | Castro Urdiales B | Hibaika                          | Portugalete    |
| XI          | 2008        | Astillero         | Orio                             | Colindres      |
| XII         | 2009        | Deusto            | Santoña                          | Trintxerpe     |
| XIII        | 2010        | Portugalete       | Mundaca                          | Zarauz         |
| XIV         | 2011        | Basturialdea      | Ondárroa                         | Getaria        |
| XV          | 2012        | Orio B            | Trintxerpe                       | Mundaca        |
| XVI         | 2013        | San Pedro B       | Hondarribia B                    | Deusto         |
| XVII        | 2014        | Zarauz            | Deusto                           | Hondarribia B  |

## Palmarés
| Equipo | Victorias       | Años             |
| ------ | --------------- | ---------------- |
| 3      | Orio            | 1997, 1998, 2012 |
| 3      | San Pedro       | 1994, 1995, 2013 |
| 2      | Kaiku           | 1992, 2006       |
| 1      | Arraun Lagunak  | 1993             |
| 1      | Ondarroa A.E.   | 1996             |
| 1      | Santurce        | 2005             |
| 1      | Castro Urdiales | 2007             |
| 1      | Astillero       | 2008             |
| 1      | Deusto          | 2009             |
| 1      | Portugalete     | 2010             |
| 1      | Basturialdea    | 2011             |
| 1      | Zarauz          | 2014             |